# (612048) 1996 TS66
1996 TS66, também escrito como 1996 TS66, é um objeto transnetuniano (TNO) que está localizado no cinturão de Kuiper, uma região do Sistema Solar. Ele é classificado como um cubewano. Ele possui uma magnitude absoluta (H) de 6,6 e, tem um diâmetro estimado com cerca de 176 km, por isso é pouco provável que possa ser classificado como um planeta anão, devido ao seu tamanho relativamente pequeno.

## Descoberta
1996 TS66 foi descoberto no dia 12 de outubro de 1996 pelos astrônomos D. C. Jewitt, J. X. Luu e C. A. Trujillo.

## Órbita
A órbita de 1996 TS66 tem uma excentricidade de 0.132 e possui um semieixo maior de 44.154 UA. O seu periélio leva o mesmo a uma distância de 38.323 UA em relação ao Sol e seu afélio a 49.984.